# 索科特拉弧犁头鳐
索科特拉弧犁頭鰩（學名：Acroteriobatus stehmanni），又稱索科特拉犁頭鰩、索科特拉琵琶鱝，為軟骨魚綱犁頭鰩目犁頭鰩科弧犁頭鰩屬的其中一種，分布於西印度洋葉門索科特拉群島外海海域，深度36至43公尺，本魚體延長而平扁，吻寬短而呈三角形，背面光滑，無明顯的刺或小結節，除了眶緣周圍有略微擴大的顆粒狀小齒，這些小齒相當規則地分佈在從頸背到第一背鰭起點或稍前方的中線處，上顎牙排數約64-78，齒細小而多，舖石狀排列。吻部半透明，僅有少數稍微拉長的藍灰色斑點。背鰭兩個，位於尾部，第一背鰭在腹鰭基底後方；尾鰭短小，上葉較大，下葉突出，後部無缺刻，身體、背鰭和尾鰭上有不明顯的棕色斑點；腹面為白色，體長可達62.2公分，棲息於沿海淺水海域，為底棲性魚類，肉食性，卵胎生，生活習性不明。